# Masset Sound

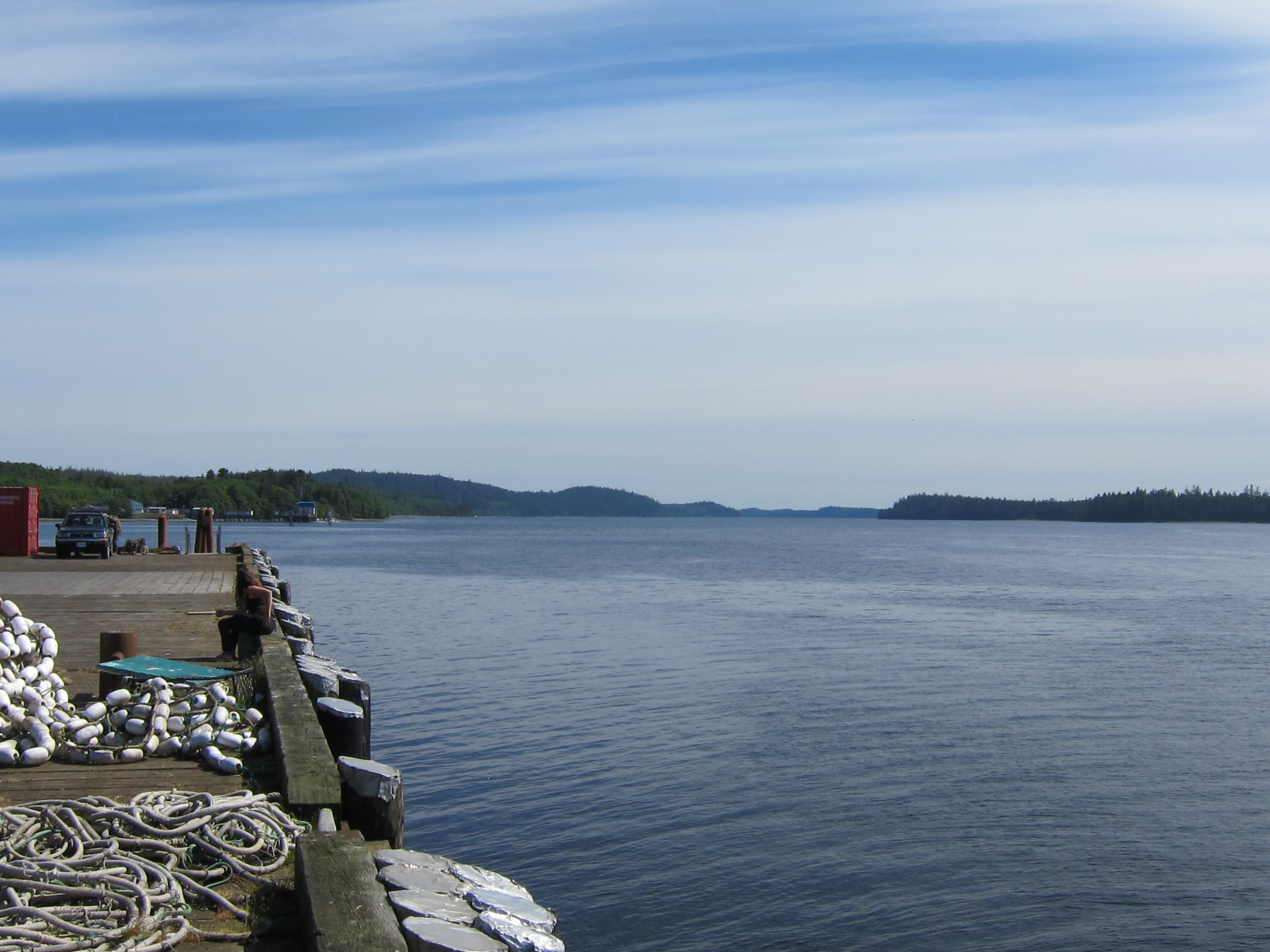
De Masset Sound gezien vanaf de pier van de plaats Masset

De Masset Sound is een inham in het westen van Brits-Columbia in Canada.

## Geografie
De inham is een 38 kilometer lange zoutwaterinham in Grahameiland in de eilandengroep Haida Gwaii. Ze is gemiddeld anderhalve kilometer breed en op bepaalde plekken minder dan 750 meter breed. De inham verbindt de baai Masset Inlet in het zuiden via de McIntyre Bay met de Dixon Entrance in het noorden.
Op de oostoever ligt op ongeveer vijf kilometer van de monding de plaats Masset.
Het waterlichaam ligt in de mariene ecoregio Noord-Amerikaans Pacifisch Fjordland.